# 磨刀石镇
磨刀石镇，是中华人民共和国黑龙江省牡丹江市阳明区下辖的一个乡镇级行政单位。

## 行政区划
磨刀石镇下辖以下地区：
华街社区、红星社区、新兴社区、奋斗社区、前进村、远景村、清平村、金星村、大甸子村、红星村、富强村、六里地村、红林村、代马沟村、转心湖村、团山子村、山底村和苇子沟村。